# Casa Citrohan
La casa Citrohan è un prototipo di abitazione unifamiliare progettata dall'architetto svizzero nazionalizzato francese Le Corbusier nel 1920. Era una singola unità abitativa che poteva essere prodotta in serie e che poteva essere raggruppata in diversi nel suo genere formando caseggiati.
L'edificio è stato inserito nel patrimonio mondiale dell'UNESCO dal 2016 come l'opera architettonica di Le Corbusier, un contributo eccezionale al Movimento Moderno.

## L'edificio
La casa bifamiliare è stata realizzata in occasione dell'esposizione del werkbund a Stoccarda nel 1927, con lo scopo di mostrare le innovazioni architettoniche e sociali del Movimento moderno.